# Ruồi ăn nấm
Ruồi ăn nấm (tiếng Anh: fungus gnat) là các loài ruồi nhỏ, màu sẫm, có vòng đời ngắn bao gồm các họ Sciaridae, Diadocidiidae, Ditomyiidae, Keroplatidae, Bolitophilidae và Mycetophilidae (bộ Hai cánh), đôi khi được xếp vào liên họ Mycetophiloidea, do ấu trùng của nó ăn rễ cây hoặc nấm và góp phần phân rã vật chất hữu cơ. Con trưởng thành dài 2–5 mm lvà là tác nhân thụ phấn quan trọng cho nấm cũng như bào tử thực vật.

## Mô tả

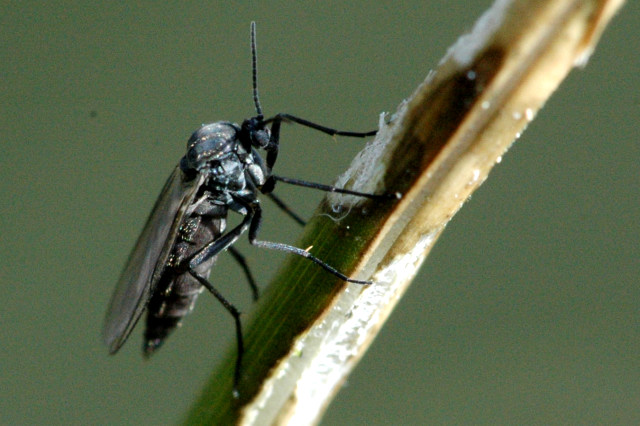

Ấu trùng của hầu hết các loài này ăn nấm mọc trên đất, giúp phân hủy chất hữu cơ. Tuy nhiên, có một số loài săn mồi, bao gồm cả những loài trong chi Arachnocampa của họ Keroplatidae - loài "giun phát sáng" của Úc và New Zealand.
Con trưởng thành dài 2–8 mm, và đôi khi là tác nhân thụ phấn cho thực vật và vật mang bào tử nấm. Chúng cũng có thể mang các bệnh như pythium (gây ra hiện tượng "damping-off" làm chết cây con) trên chân của chúng.
Hầu hết các ruồi ăn nấm bay kém, và thường có thể nhìn thấy chúng chuyền trên cây và đất chứ không bay. Tuy nhiên, khi bay trên không, loài này có thể khá khó chịu đối với con người khi bay vào mặt, mắt và mũi, cả trong nhà và ngoài trời. Những con ruồi này đôi khi bị nhầm lẫn với ruồi cống.

## Sức chống chịu
Một số loài ruồi ăn nấm có thể chịu được điều kiện lạnh nhờ sở hữu các protein chống đông. Thông thường, các sinh vật trú đông có thể tránh bị đóng băng hoặc chịu được sự đóng băng, nhưng Excechia nugatoria có thể làm cả hai. Đối với E. nugatoria, các protein chống đông không nguyên sinh (NAP) được sản xuất để bảo vệ đầu và ngực khỏi bị đóng băng, nhưng không bảo vệ bụng. Đóng băng đầu và ngực ở các loài côn trùng khác có xu hướng có tác động xấu đến mô thần kinh, vì vậy không có gì ngạc nhiên khi các cơ chế bảo vệ này đã được quan sát thấy ở một số loài nhất định, nhưng E. nugatoria là loài côn trùng duy nhất được biết đến là sống bán-đông trong suốt mùa đông. Bằng cách để bụng đông lạnh, chúng có thể giảm lượng nước bay hơi qua mùa đông.

## Kiểm soát
Ruồi ăn nấm trong họ Sciaridae có thể là loài gây hại. Chúng thường vô hại đối với cây khỏe mạnh - và con người - nhưng có thể gây hại trên diện rộng cho cây con; sự hiện diện của chúng có thể chỉ ra những vấn đề nghiêm trọng hơn. Trong cây trồng trong nhà, sự hiện diện của sciarids có thể cho thấy việc tưới nước quá mức; chúng có thể ăn rễ bị ngâm trong nước quá lâu và do đó đang thối rữa, hoặc chúng có thể bị thu hút bởi nấm phát triển trong lớp đất mặt bão hòa. Do đó, để đất khô có thể làm giảm số lượng của chúng. Các loài gây hại đôi khi cũng được quản lý bằng cách đặt một lớp cát hoặc lớp phủ trong nhà lên trên lớp đất xung quanh cây trồng; bằng cách đưa bọ ve Hypoaspis miles hoặc áp dụng thuốc diệt ấu trùng sinh học Bacillus thuringiensis (var. israelensis) để diệt ấu trùng; bằng cách ngâm đất hàng năm trong xà phòng diệt côn trùng. Hydro peroxide có thể được pha với nước và được sử dụng để diệt ấu trùng nấm gnat trong đất bị nhiễm bệnh bằng hỗn hợp một phần 3% hydro peroxide trộn với bốn phần nước, sau đó đổ vào đất. Con trưởng thành có thể bị bẫy bằng bẫy dính làm bằng giấy màu vàng có phủ một lớp keo vì con trưởng thành bị thu hút bởi màu vàng.
Vì ruồi ăn nấm là loài bay yếu nên bẫy quạt cũng như các thiết bị diệt ruồi khác có thể được sử dụng để kiểm soát lượng ruồi bay tự do, đặc biệt là trong nhà. Có một số phương pháp độc hại và không độc hại để kiểm soát ruồi và ấu trùng của chúng, bao gồm tuyến trùng, đất tảo cát, hoặc bột quế.
Các nhà kính thương mại thường sử dụng chất điều hòa sinh trưởng côn trùng diflubenzuron để kiểm soát các loài nấm gặm nhấm và ấu trùng của chúng. Nó được áp dụng cho đất bị nhiễm bệnh và sẽ tiêu diệt ấu trùng ruồi ăn nấm trong 30–60 ngày kể từ một lần bón. Cơ chế hoạt động của nó là can thiệp vào quá trình sản xuất và lắng đọng kitin, đồng thời nó cũng khiến ấu trùng côn trùng lột xác sớm mà không có bộ xương ngoài hình thành thích hợp, dẫn đến cái chết của ấu trùng. Mặc dù nó được nhắm mục tiêu vào ấu trùng, cần cẩn thận khi sử dụng vì nó có độc tính cao đối với động vật không xương sống dưới nước. Diflubenzuron thường không có tác dụng độc đối với con trưởng thành; chỉ có ấu trùng bị ảnh hưởng.